# Qiancheng (häradshuvudort)
Qiancheng (kinesiska: Tsyan’chen, Chiu-ch’ien-yang, Ch’ien-ch’eng, Ch’ien-ch’eng-chen, Ch’ien-yang-hsien, Ch’ien-yang, 黔城) är en häradshuvudort i Kina. Den ligger i provinsen Hunan, i den södra delen av landet, omkring 330 kilometer väster om provinshuvudstaden Changsha. Antalet invånare är 9 260.
Runt Qiancheng är det ganska tätbefolkat, med 155 invånare per kvadratkilometer. Qiancheng är det största samhället i trakten. I omgivningarna runt Qiancheng växer i huvudsak blandskog.
Genomsnittlig årsnederbörd är 1 725 millimeter. Den regnigaste månaden är maj, med i genomsnitt 282 mm nederbörd, och den torraste är december, med 52 mm nederbörd.